# پتوس (ویرجینیای غربی)
پتوس (به انگلیسی: Pettus) یک منطقهٔ مسکونی در ایالات متحده آمریکا است که در شهرستان رالی، ویرجینیای غربی واقع شده‌است. پتوس ۲۶۲٫۱۳ متر بالاتر از سطح دریا واقع شده‌است.